# Habropogon cochraneae
Habropogon cochraneae là một loài ruồi trong họ Asilidae. Habropogon cochraneae được Londt miêu tả năm 2000. Loài này phân bố ở vùng nhiệt đới châu Phi.